# Léon-Étienne Duval
Pour les articles homonymes, voir Duval et Monseigneur Duval.
Léon-Étienne Duval, né le 9 novembre 1903 à Chênex et mort le 30 mai 1996 à Alger, est un cardinal franco-algérien, archevêque d’Alger de 1954 à 1988.

## Biographie
Il est ordonné prêtre pour le diocèse d'Annecy le 18 décembre 1926 à la basilique Saint-Jean-de-Latran, après des études au grand séminaire d'Annecy et au séminaire français de Rome,. Chanoine[réf. souhaitée], il est vicaire général et directeur des œuvres, ce qui le fera travailler avec l'abbé Camille Folliet, dont il concélébrera la messe de funérailles.
Pendant la guerre, il fait partie des prêtres résistants.
En 1947, à 44 ans le pape le désigne évêque de Constantine et d'Hippone (Bône).
Il est promu archevêque d'Alger, en mars 1954, huit mois avant le déclenchement de la guerre d'Algérie. Dès sa promotion, il déclare dans un discours que la « civilisation doit être conçue en fonction des êtres les plus déshérités »,.
En 1956, il charge l'Abbé Tissot de le représenter à la conférence de  l'Appel pour une Trêve Civile lancé par Albert Camus le 22 janvier 1956 .
La même année, il « parle d'autodétermination » des populations d’Algérie et condamne la torture dès janvier 1955, alors que l'évêque d'Oran penche de l'autre côté et soutiendra même sept ans après l'Organisation de l'armée secrète (OAS), tandis que celui de Constantine ne « s'engage ni dans un sens ni dans l'autre », selon l'enquête de Florence Aubenas, dans Libération du 31 mai 1996,.
La partie de la population européenne qui lui est très hostile lui donne le surnom de « Mohamed Ben Duval »,. Il répond en revendiquant pour lui-même ce quolibet comme une médaille.
Le général Marcel Bigeard lui reproche notamment d'être intervenu pour obtenir la grâce de terroristes condamnés à la peine capitale après un attentat qui a coûté la vie à neuf personnes dans un car de tourisme.
Le 14 août 1960, deux soldats prisonniers, des appelés pieds-noirs, sont fusillés par le FLN en Tunisie. Le 18 août 1960, Léon-Étienne Duval refuse sa cathédrale pour une messe à la mémoire des deux fusillés.
Deux ans plus tard en 1962, alors que la majorité des pieds-noirs quittent l'Algérie, notamment après les massacres d'Oran, il condamne « les enlèvements et les exactions de toutes sortes », et prend la défense des pieds-noirs.
Lors du concile Vatican II (1962-1965), il siège avec les évêques africains,. Après l'indépendance algérienne, il est créé cardinal par Paul VI, avec le titre de cardinal-prêtre de Sainte-Balbine (Santa Balbina), lors du consistoire du 22 février 1965. Il reçoit et accepte la nationalité algérienne en février 1965, avec une dispense offerte par les nouveaux dirigeants issus du FLN car il ne remplit pas les critères des vingt années de résidence en Algérie prévu par les accords d'Évian pour obtenir la nationalité algérienne. Il garde néanmoins la nationalité française.
Dans les années 70, il est considéré comme un évêque du Tiers-Monde et se prononce pour le rééchelonnement de la dette des pays les plus pauvres. Il plaide également en faveur des droits des Palestiniens. Sur le point de vue de la doctrine catholique, il reste attaché à une foi rigoureuse. Il étudie énormément saint Augustin,.
En 1976, il intervient personnellement auprès du président Houari Boumédiène pour faire cesser l'occupation par la gendarmerie algérienne des basiliques Saint-Augustin d'Annaba, Notre-Dame d'Afrique d'Alger et Santa Cruz d'Oran. En 1979, il dit la messe de Noël avec les otages américains en Iran.
Jean-Paul II accepte sa retraite en 1988 et son coadjuteur Henri Teissier prend sa suite.
Il meurt le 30 mai 1996 des suites d'une opération, juste avant qu'on apprenne la découverte des corps des moines de Tibhirine. Il est enterré dans la basilique Notre-Dame d'Afrique, où ses funérailles ont été célébrées avec celles des sept moines de Tibhirine, assassinés entre le 27 mars et le 21 mai 1996.
Son neveu Joseph Duval a été archevêque de Rouen.

### Citation
« Nous n'avons pas le droit d'être pessimiste: être fidèle à la confiance demande du courage ».
« En 1961-1962, derrière la violence, il y avait une formidable espérance, celle de l'indépendance. Aujourd'hui [en 1992], derrière la violence, il n'y a plus d'espérance du tout, plus rien d'autre qu'un grand vide ».

### Iconographie
- M'hamed Issiakhem, Le Cardinal Duval, 1982, huile sur toile, 114,5 × 75 cm[19].